# NFL sezona 1959.
NFL sezona 1959. je 40. po redu sezona nacionalne lige američkog nogometa. 
Sezona je počela 26. rujna 1959. Utakmica za naslov prvaka NFL lige odigrana je 27. prosinca 1959. u Baltimoreu u Marylandu na Memorial Stadiumu. U njoj su se sastali pobjednici istočne konferencije New York Giantsi i pobjednici zapadne konferencije Baltimore Coltsi. Pobijedili su Coltsi rezultatom 31:16 i osvojili svoj drugi naslov prvaka NFL-a.

## Poredak po divizijama na kraju regularnog dijela sezone
| Istočna konferencija |     |     |     |      |     |     |
| Momčad               | Pob | Por | Ner | %    | P+  | P-  |
| New York Giants*     | 10  | 2   | 0   | 83,3 | 284 | 170 |
| Cleveland Browns     | 7   | 5   | 0   | 58,3 | 270 | 214 |
| Philadelphia Eagles  | 7   | 5   | 0   | 58,3 | 268 | 278 |
| Pittsburgh Steelers  | 6   | 5   | 1   | 54,5 | 257 | 216 |
| Washington Redskins  | 3   | 9   | 0   | 25,0 | 185 | 350 |
| Chicago Cardinals    | 2   | 10  | 0   | 16,7 | 234 | 324 |

| Zapadna konferencija |     |     |     |      |     |     |
| Momčad               | Pob | Por | Ner | %    | P+  | P-  |
| Baltimore Colts*     | 9   | 3   | 0   | 75,0 | 374 | 251 |
| Chicago Bears        | 8   | 4   | 0   | 66,7 | 252 | 196 |
| Green Bay Packers    | 7   | 5   | 0   | 58,3 | 248 | 246 |
| San Francisco 49ers  | 7   | 5   | 0   | 58,3 | 255 | 237 |
| Detroit Lions        | 3   | 8   | 1   | 27,3 | 203 | 275 |
| Los Angeles Rams     | 2   | 10  | 0   | 16,7 | 242 | 315 |

Napomena: * - pobjednici konferencije, % - postotak pobjeda, P± - postignuti/primljeni poeni

## Prvenstvena utakmica NFL-a
- 27. prosinca 1959. Baltimore Colts - New York Giants 31:16

## Nagrade za sezonu 1959.
- Najkorisniji igrač (MVP) - Johnny Unitas, quarterback, Baltimore Colts
- Trener godine - Vince Lombardi, Green Bay Packers

## Statistika

### Statistika po igračima

#### U napadu
- Najviše jarda dodavanja: Johnny Unitas, Baltimore Colts - 2899
- Najviše jarda probijanja: Jim Brown, Cleveland Browns - 1329
- Najviše uhvaćenih jarda dodavanja: Raymond Berry, Baltimore Colts - 959

#### U obrani
- Najviše presječenih lopti: Milt Davis, Baltimore Colts, Dean Derby Pittsburgh Steelers i Don Shinnick Baltimore Colts - 7

### Statistika po momčadima

#### U napadu
- Najviše postignutih poena: Baltimore Colts - 374 (31,2 po utakmici)
- Najviše ukupno osvojenih jarda: Baltimore Colts - 371,5 po utakmici
- Najviše jarda osvojenih dodavanjem: Baltimore Colts - 229,4 po utakmici
- Najviše jarda osvojenih probijanjem: Cleveland Browns - 179,1 po utakmici

#### U obrani
- Najmanje primljenih poena: New York Giants - 170 (14,2 po utakmici)
- Najmanje ukupno izgubljenih jarda: New York Giants - 236,9 po utakmici
- Najmanje jarda izgubljenih dodavanjem: New York Giants - 131,8 po utakmici
- Najmanje jarda izgubljenih probijanjem: New York Giants - 105,1 po utakmici

## Vanjske poveznice
- Pro-Football-Reference.com, statistika sezone 1959. u NFL-u
- NFL.com, sezona 1959.